# ラタ・タンギマナ
ラタ・タンギマナ（Lata Tangimana、1998年1月23日 - ）は、ジャパンラグビーリーグワン花園近鉄ライナーズに所属するラグビー選手。

## プロフィール
- トンガ出身[1]。
- ポジションはプロップ(PR)。
- 身長 183 cm、体重 118 kg
- トンガサムライXVスコッドに選ばれたことがある[2]。

## 来歴
2018年、トンガカレッジ卒業後、日本文理大学に入る。
2022年、日本文理大学卒業後、花園近鉄ライナーズに加入。同年4月1日に行われたJAPAN RUGBY LEAGUE ONE第9節日野レッドドルフィンズ戦にて途中出場で日本での公式戦初出場を果たした。